# Jakub Giża
Jakub Giża (ur. 26 kwietnia 1985 w Bielawie) – polski lekkoatleta specjalizujący się w pchnięciu kulą.

## Kariera
Międzynarodową karierę rozpoczynał od zdobycia złotego medalu podczas Gimnazjady w Caen w roku 2002. Dwa lata później wywalczył wicemistrzostwo świata juniorów. Dwukrotnie startował w młodzieżowych mistrzostwach Europy zajmując 7. miejsce 2005 roku oraz wygrywając te zawody w roku 2007. Był nominowany w plebiscycie European Athletics European Athlete of the Year Trophy na wschodzącą gwiazdę europejskiej lekkoatletyki. Zajął 9. miejsce w mistrzostwach Europy w 2010 roku.
Pięciokrotnie stawał na podium podczas mistrzostw Polski seniorów – ma w dorobku trzy srebra (Szczecin 2008, Bielsko-Biała 2010 i Bydgoszcz 2011) oraz trzy brązy (Bydgoszcz 2006, Poznań 2007 i Bielsko-Biała 2012). Sześć razy kończył rywalizację w halowych mistrzostwach Polski na podium zdobywając złoto (Spała 2007), trzy srebra (Spała 2006, Spała 2008 i Spała 2012) oraz dwa brązy (Spała 2009 i Spała 2013). Kolejno w roku: 2006, 2007 i 2008 zdobywał złote medale akademickich mistrzostw Polski. Ma w dorobku także złote medale młodzieżowych mistrzostw kraju oraz halowych mistrzostw Polski juniorów i juniorów młodszych.

## Rekordy życiowe
Na stadionie
- pchnięcie kulą – 20,06 m (15 maja 2010, Halle) – 15. wynik w historii polskiej lekkoatletyki[6]

Najlepszy wynik kulą juniorską o wadze 6 kg ustanowił w roku 2004 pchając na odległość 20,11 m.
W hali
- pchnięcie kulą – 19,86 m (18 lutego 2012, Gdańsk)

## Osiągnięcia na imprezach międzynarodowych
| Rok  | Impreza                        | Miejsce    | Pozycja           | Wynik |
| ---- | ------------------------------ | ---------- | ----------------- | ----- |
| 2002 | Gimnazjada                     | Caen       | 1. miejsce        | 19,02 |
| 2004 | Mistrzostwa świata juniorów    | Grosseto   | 2. miejsce        | 20,05 |
| 2005 | Młodzieżowe mistrzostwa Europy | Erfurt     | 7. miejsce        | 18,68 |
| 2007 | Halowe mistrzostwa Europy      | Birmingham | el. – 10. miejsce | 19,15 |
| 2007 | Zimowy puchar Europy w rzutach | Jałta      | 4. miejsce        | 19,06 |
| 2007 | Młodzieżowe mistrzostwa Europy | Debreczyn  | 1. miejsce        | 19,87 |
| 2010 | Mistrzostwa Europy             | Barcelona  | 9. miejsce        | 19,73 |
| 2012 | Zimowy puchar Europy w rzutach | Bar        | 9. miejsce        | 19,03 |